# Race Drivin'
Race Drivin' is een computerspel van het genre racespel. Het spel kwam in 1990 uit als arcadespel. Een jaar later kwam het beschikbaar voor verschillende homecomputers.

## Platforms
- 1990 (Arcade)
- 1991 (Atari ST)
- 1992 (SNES, Amiga)
- 1993 (Game Boy, Sega Mega Drive)
- 1995 (SEGA Saturn)

In 2005 kwam het spel uit als onderdeel van de Midway Arcade Treasures 3 collection voor de PlayStation 2, GameCube en de Xbox.

## Ontvangst
| Beoordeeld door            | Maand         | Score |
| -------------------------- | ------------- | ----- |
| Amiga Action 31            | april 1992    | 61%   |
| Amiga Format 34            | mei 1992      | 45%   |
| Amiga Joker                | april 1992    | 75%   |
| Amiga Mania                | augustus 1992 | 49%   |
| Amiga Power 13             | mei 1992      | 72%   |
| Computer + Video Games 126 | mei 1992      | 75%   |
| CU Amiga                   | april 1992    | 66%   |
| The One for Amiga Games 43 | april 1992    | 85%   |